# Condado de Tartu
El condado de Tartu (en estonio: Tartu maakond) o Tartumaa es el nombre de uno de los quince condados en los que está dividida administrativamente Estonia. Se localiza al este de Estonia, y limita con el condado de Põlva, el condado de Valga, el condado de Viljandi y el condado de Jõgeva.
El área de condado de Tartu es de 2.992,74 km², o sea, el 6,9% del territorio de Estonia. La población del condado es de 148.992 habitantes, que corresponde al 11,0% de la población de Estonia. La ciudad de Tartu es el centro administrativo del condado, localizada a 186 km de Tallin. El condado de Tartu está dividido en 22 municipios — 3 urbanos y 19 rurales.

## Historia
Según los descubrimientos arqueológicos, el territorio del condado de Tartu ha estado habitado por lo menos cinco mil años. En el año 1030 Jaroslav I el Sabio, lanzó sobre Tartu la primera campaña militar del Rus desplegada en el actual territorio de Estonia de la que tenemos noticia por registros escritos.

## Gobierno del condado
Cada uno de los condados de los que se compone el país es regido por un gobernador (en estonio: maavanem), elegido cada cinco años por el gobierno central. Desde el 15 de febrero de 2005, dicho cargo está en manos de Esta Tamm.

## Municipios
Desde la reforma territorial de 2017, comprende el municipio urbano de Tartu y los siguientes 7 municipios rurales:
- Municipio de Elva (capital: Elva)
- Municipio de Kambja (capital: Kambja)
- Municipio de Kastre (capital: Kurepalu)
- Municipio de Luunja (capital: Luunja)
- Municipio de Nõo (capital: Nõo)
- Peipsiääre (capital: Alatskivi)
- Municipio de Tartu (capital: Kõrveküla)

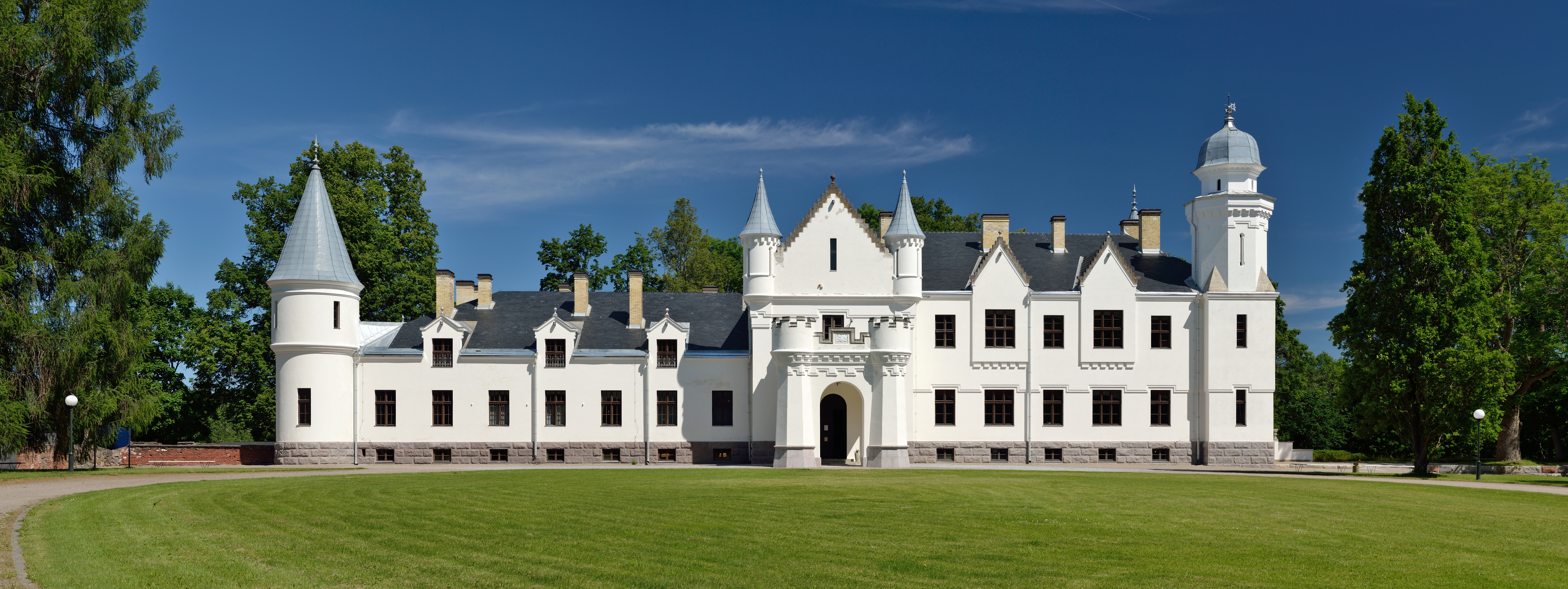
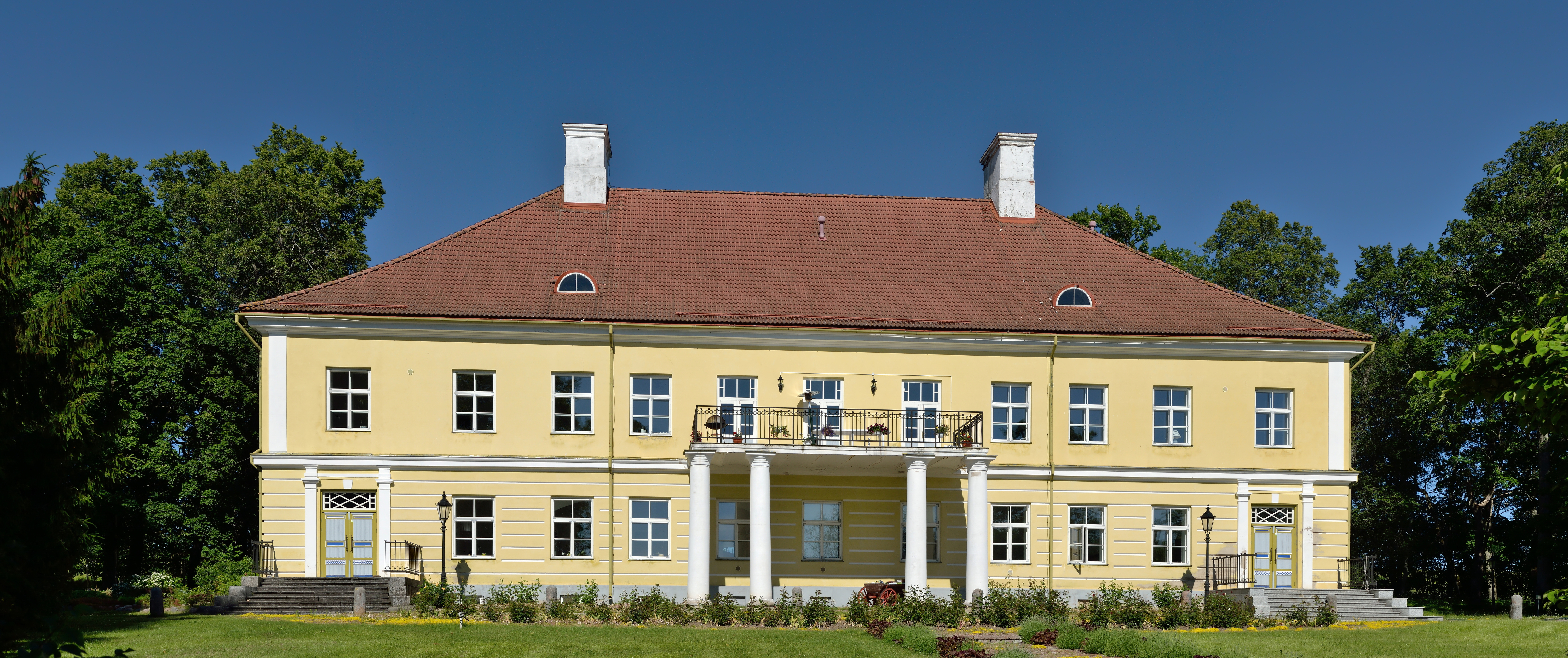
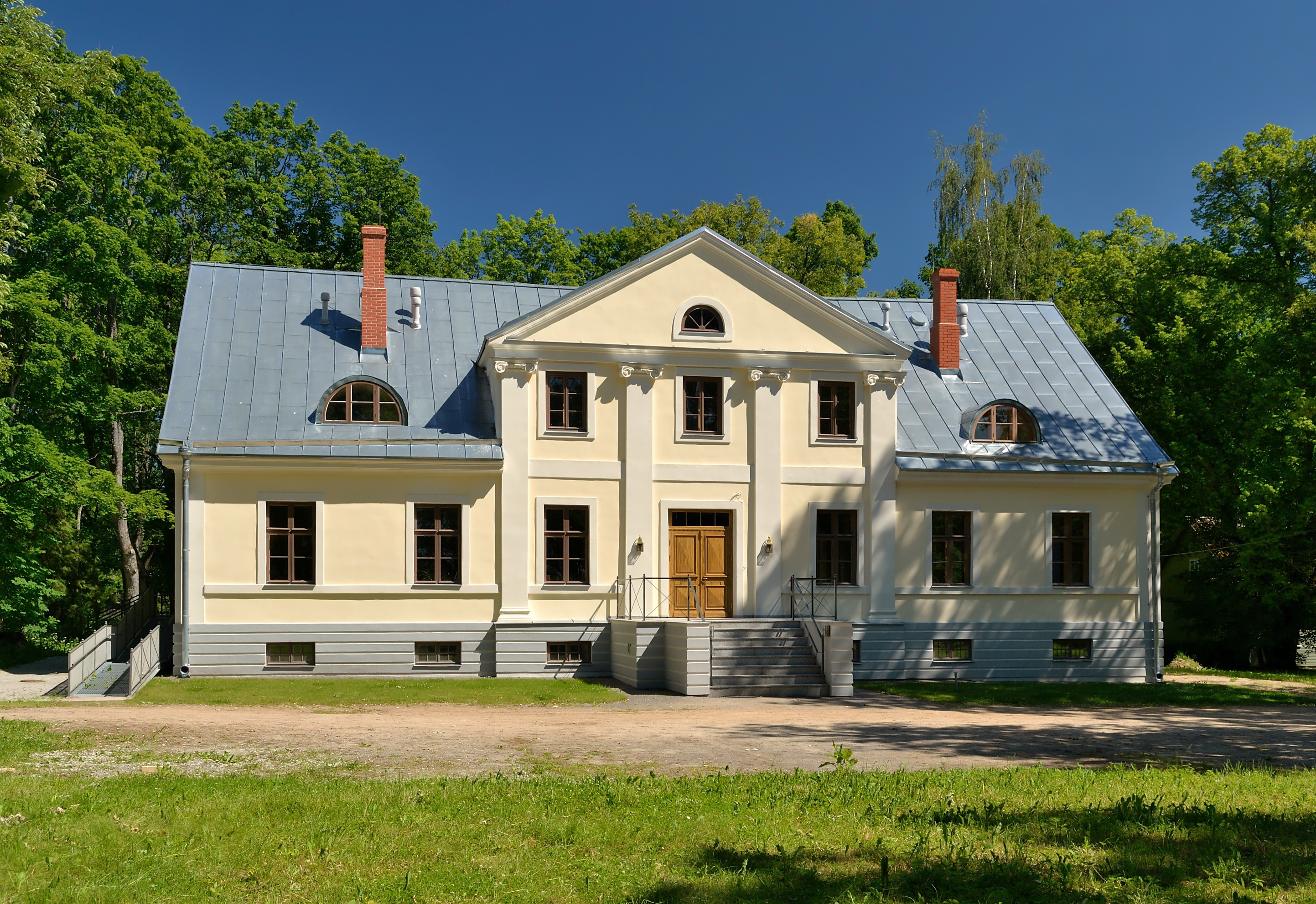
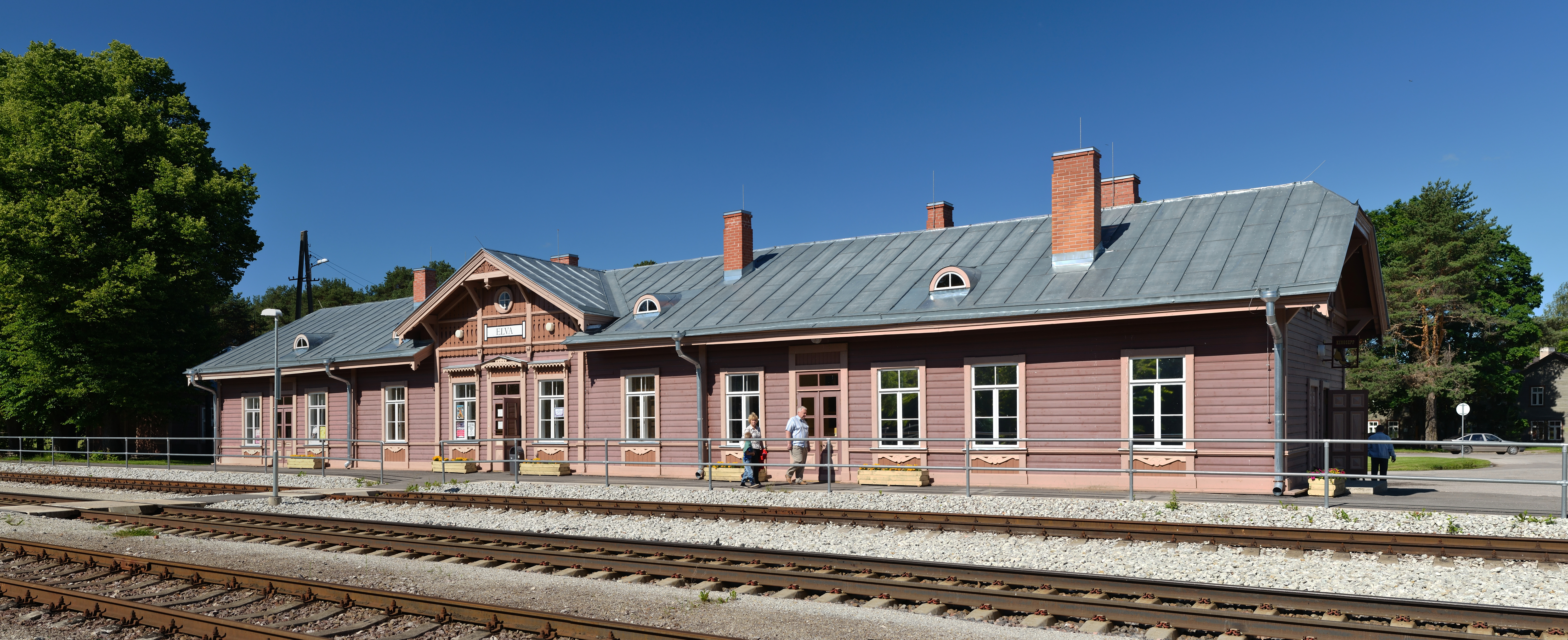